# Skizoid personlighedsforstyrrelse
Skizoid personlighedsforstyrrelse er en mental forstyrrelse præget af en lyst til at være alene. Forstyrrelsen er i Diagnostic and Statistical Manual of Mental Disorders klassificeret under de excentriske forstyrrelser. Det menes, at 1-5 procent af befolkningen opfylder kriterierne til skizoid personlighedsforstyrrelse og forekommer hyppigst blandt mænd.

## Overblik
"Skizoid" betyder "skizofrenilignende" og symptomerne minder meget tit om de "negative symptomer" ved skizofreni dvs. man har tendens til at isolere sig og en nedsat evne til at udtrykke følelser. Der er enighed om at der med denne personlighedsforstyrrelse er større risiko for at udvikle skizofreni.
Nogle symptomer kan være at man er ligeglad med at have venner eller fortrolige, har svært ved at udtrykke følelser, er optaget af fantasier og introspektive tanker. Tit er det også de ting lægen spørger en om.

## Symptomer
Skizoid personlighedforstyrrelse har et meget stabilt og vedvarende symptommønster som inkluderer kontaktforstyrrelser. Nogle symptomer kan være:
- Man er ligeglad med om man har venner og fortrolige
- Man har en partner, og i givet fald har problemer med seksuallivet og med at være i tæt kontakt med partneren
- Man har svært ved at udtrykke følelser
- Ikke tager nogen særlig notits af det, hvis man får ros eller kritik
- Har en dårlig situationsfornemmelse
- Er optaget af fantasier og introspektive tanker

## Behandling
Det er sjældent man selv mener at ens personlighedsforstyrrelse er et problem. Hvis man går til lægen kan det ofte skyldes en krise, man har fået angst, man er blevet trist eller begyndt at drikke.
Medicin – Der findes indtil videre ikke noget medicin der hjælper på nogen personlighedsforstyrrelse. Dog kan personlighedsforstyrrelse øge risikoen for andre psykiske sygdomme som angst, depression eller psykose. I dette tilfælde ville det være muligt at behandle angst og depression med medicin f.eks. SSRI, og psykoser med psykosemedicin, ex Risperidon. Personlighedsforstyrrelse (ikke ofte den skizoide- ) kan være ledsaget af manglende impulskontrol. Dette kan give udadreagerende adfærd. Dette kan i visse tilfælde (behandles) dæmpes med antidepressiva, antiepileptica eller lettere doser af antipsykotika (Risperidon (Risperdal), Aripriprazol (abilify),Ziprasidon (Zeldox)).
Psykoterapi – Hvis man har skizoid personlighedsforstyrrelse kan det være en god ide at få psykoterapi. Samtalerne kunne f.eks. fokusere på at få kontakt med følelserne og blive bedre til at udtrykke dem. Dette er dog en meget svær behandling da man arbejde på en livslang holdning om følelser som man oftest selv mener ikke er noget problem og at man ikke lider under det. I stedet kan det være en fordel at vælge en behandling som ikke har til formål at ændre ved ens måde at forholde sig til følelser på men som i stedet fokuserer på andre problemer som f.eks. angst eller depression.